# Departament d'Ítaca
El departament d'Ítaca fou un departament francès creat el 7 de novembre de 1797 amb les illes jòniques d'Ítaca, Lèucada, Cefalònia, i les fortaleses continentals de Préveza i Vonitsa. El departament va desaparèixer amb l'ocupació russa del 28 d'octubre de 1798. Fou restaurat de fet el 20 de juliol de 1807 quan les illes Jòniques foren retornades a França i constituït formalment el 13 de setembre de 1807. El 8 d'octubre de 1809 va passar a dependre de les Províncies Il·líries però a la segona quinzena d'octubre les illes foren ocupades pels britànics (menys Lèucada que fou ocupada el 6 d'abril de 1810).